# Jezioro Arklickie
Der Jezioro Arklickie (deutsch Arklitter See) ist ein See in Polen im Norden der Woiwodschaft Ermland-Masuren.
Der See liegt etwa vier Kilometer südlich der polnischen Staatsgrenze zur russischen Oblast Kaliningrad. Am nordöstlichen Ufer liegt das Dorf Arklity (Arklitten), nordwestlich Mołtajny (Molthainen, 1938 bis 195 Molteinen) und südöstlich Markuzy (Markhausen). Der See hat eine Fläche von 58,2 Hektar bei einer maximalen Tiefe von zwei Metern. Der See hat eine maximale Nord-Süd-Ausdehnung von etwa 1300 Metern und eine Ost-West-Breite von etwa 800 Metern.
Auf der Insel des Sees fand man ein Gräberfeld, welches aus der Zeit vor dem Christentum datiert. Die Insel war zwischen 1986 und 1991 Gegenstand von archäologischen Forschungen.